# Pardosa bucklei
Pardosa bucklei là một loài nhện trong họ Lycosidae.
Loài này thuộc chi Pardosa. Pardosa bucklei được Torbjörn Kronestedt miêu tả năm 1975.